# Чернявська сільська рада (Червоноармійський район)
Чернявська сільська рада — колишня адміністративно-територіальна одиниця та орган місцевого самоврядування у Червоноармійському (Пулинському) і Житомирському районах Волинської округи, Київської та Житомирської областей Української РСР з адміністративним центром у селі Чернявка.

## Населені пункти
Сільській раді на час ліквідації були підпорядковані населені пункти:
- с. Пулино-Гута;
- с. Чернявка;
- с. Ясенівка.

## Населення
Кількість населення ради станом на 1923 рік становила 1 211 осіб, кількість дворів — 262.

## Історія та адміністративний устрій
Створена 1923 року в складі с. Чернявка та колонії Видерне Пулинської волості Житомирського повіту Волинської губернії. 7 березня 1923 року включена до складу новоствореного Пулинського району Житомирської (згодом — Волинська) округи. 24 серпня 1923 року, відповідно до рішення Волинської ГАТК (протокол № 4 «Про зміни границь в межах округів, районів і сільрад»), сільську раду ліквідовано, с. Чернявка підпорядковане Вацлавпільській сільській раді, кол. Видерне — В'язовецькій сільській раді Пулинського району. Відновлена 28 вересня 1925 року в с. Чернявка Вацлавпільської сільської ради Пулинського (згодом — Червоноармійський) району.
Станом на 1 вересня 1946 року сільська рада входила до складу Червоноармійського району Житомирської області, на обліку в раді перебувало с. Чернявка.
Ліквідована 11 серпня 1954 року, відповідно до указу Президії Верховної ради Української РСР «Про укрупнення сільських рад по Житомирській області», територію ради та с. Чернявка приєднано до складу Пулино-Гутянської сільської ради Червоноармійського району Житомирської області. Відновлена 28 квітня 1965 року, відповідно до рішення Житомирського облвиконкому № 240 «Про перенесення адміністративних центрів окремих сільрад», в зв'язку з перенесенням адміністративного центру Пулино-Гутянської сільської ради Житомирського району до с. Чернявка з відповідним її перейменуванням та підпорядкуванням сіл Пулино-Гута, Чернявка та Ясенівка. 8 грудня 1966 року, відповідно до указу Президії Верховної ради Української РСР «Про утворення нових районів Української РСР», сільську раду включено до складу відновленого Червоноармійського району Житомирської області.
На 1 січня 1972 року сільська рада входила до складу Червоноармійського району Житомирської області, на обліку в раді перебували села Пулино-Гута, Чернявка та Ясенівка.
Ліквідована 22 квітня 1985 року, відповідно до рішення Житомирського облвиконкому № 161 «Про деякі питання адміністративно-територіального устрою», в зв'язку з перенесенням адміністративного центру ради до с. Пулино-Гута та перейменуванням її на Пулино-Гутянську.